# Symphodus
Symphodus ist eine Gattung von Lippfischen, die im östlichen Atlantischen Ozean und im Mittelmeer vorkommt.
Die meisten Arten der Gattung erreichen maximale Längen von 12 bis 20 Zentimetern; die Arten Symphodus melops und Symphodus tinca erreichen jedoch auch eine Länge von bis zu 28 bzw. 44 Zentimetern. Die ältesten bekannten Exemplare wurden vier (Symphodus rostratus) bis 15 Jahre (Symphodus tinca) alt. Es besteht ein Sexualdimorphismus. Die Männchen bauen schalenförmige Nester und bewachen die von den Weibchen dort abgelegten Eier.

## Arten
Zu der Gattung zählen insgesamt elf bzw. zwölf Arten:
- Schuppenwangen-Lippfisch (Symphodus bailloni (Valenciennes, 1839))
- Symphodus caeruleus (Azevedo, 1999)
- Grauer Lippfisch (Symphodus cinereus (Bonnaterre, 1788))
- Doderleins Lippfisch (Symphodus doderleini Jordan, 1890)
- Schwarzschwanz-Lippfisch (Symphodus melanocercus (Risso, 1810))
- Mittelmeer-Lippfisch (Symphodus mediterraneus (Linnaeus, 1758))
- Goldmaid (Symphodus melops (Linnaeus, 1758))
- Augenfleck-Lippfisch (Symphodus ocellatus (Linnaeus, 1758))
- Fünffleckiger Lippfisch (Symphodus roissali (Risso, 1810))
- Schnauzen-Lippfisch (Symphodus rostratus (Bloch, 1791))
- Pfauen-Lippfisch (Symphodus tinca (Linnaeus, 1758))
- Symphodus trutta (Lowe, 1834)

## Gefährdung
Die IUCN schätzt den Zustand von neun Arten als stabil ein bzw. benennt ihn bei den drei Arten bailloni, caeruleus und trutta mangels näherer Informationen als unbekannt.